# Scutellaria lateriflora
La esculetaria de Virginia (Scutellaria lateriflora) es una especie de planta herbácea de la familia Lamiaceae natural de Norteamérica, donde crece en lugares húmedos en los bosques.

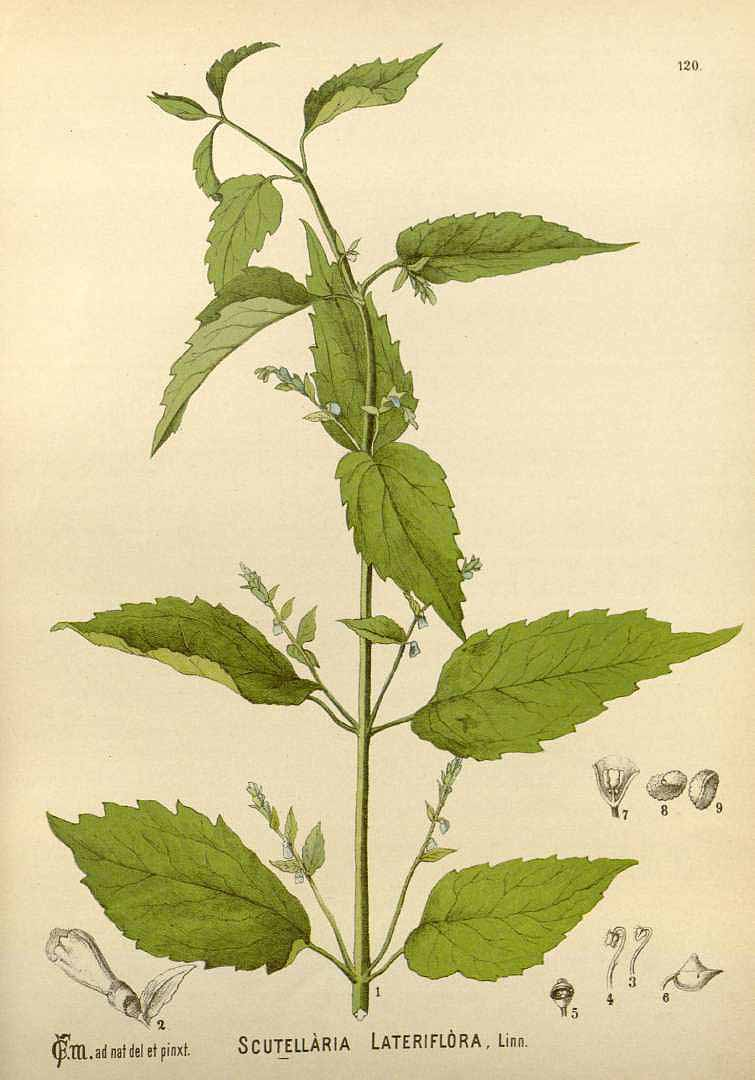
Illustración

## Descripción
Es una planta herbácea similar en características a la escutelaria común.

## Taxonomía
Scutellaria lateriflora fue descrita por Carlos Linneo  y publicado en Species Plantarum 2: 598–599. 1753.
Etimología
Scutellaria: nombre genérico que deriva de la  palabra griega: escutella que significa "un pequeño plato, bandeja o plato", en referencia a los sépalos que aparecen de esta manera durante el período de fructificación.
lateriflora: epíteto latíno que significa "con flores laterales".
Sinonimia
- Cassida lateriflora (L.) Moench, Suppl. Meth.: 145 (1802).[3]

## Importancia económica y cultural

### Usos en la medicina tradicional
Se ha utilizado tradicionalmente como sedante, anticonvulsivo y para tratar diversos trastornos nerviosos como la ansiedad.
Reduce la inflamación muscular derivada de neuropatías en manos y pies.[cita requerida]

### Estudios farmacológicos
Se ha identificado la presencia de la flavona scutellareina en la planta.